# КРО-Оспедале (Порденоне)
КРО-Оспедале је насеље у Италији у округу Порденоне, региону Фурланија-Јулијска крајина.
Према процени из 2011. у насељу је живело 1 становника. Насеље се налази на надморској висини од 134 м.